# Acide stéarique

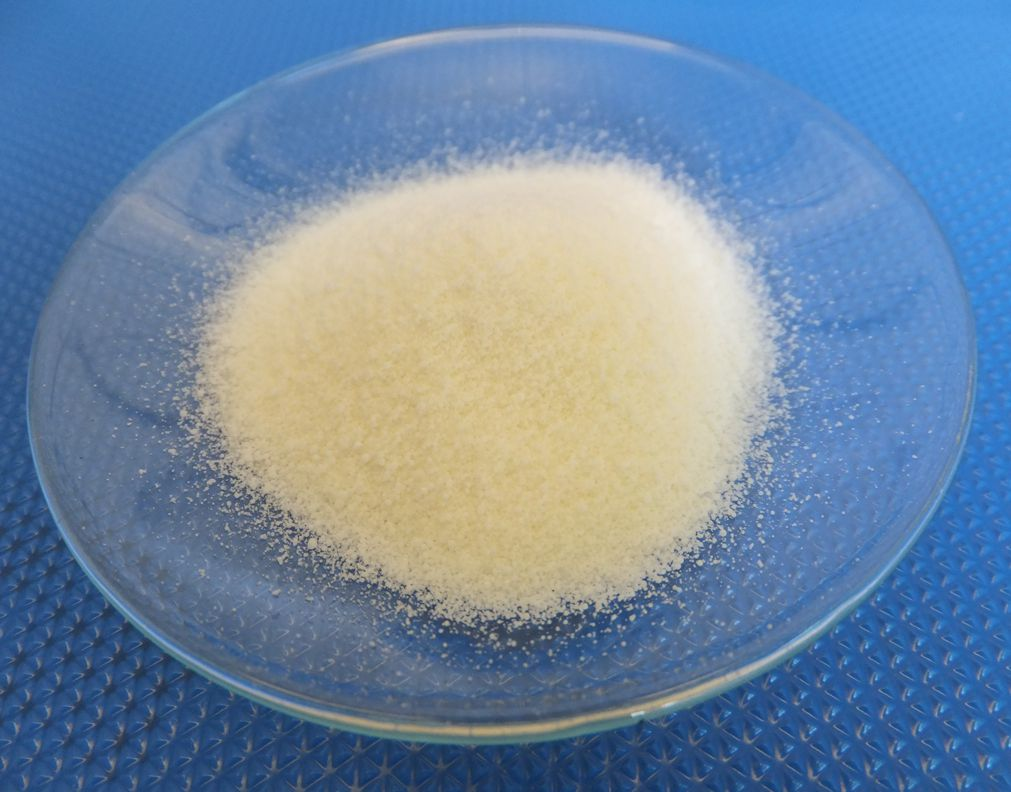
Acide stéarique en poudre.

L'acide stéarique (du grec ancien στέαρ, qui signifie suif) ou acide octadécanoïque (nom IUPAC) est un acide gras à chaîne moyenne, qu'on symbolise par les nombres 18:0 pour indiquer qu'il a 18 atomes de carbone et aucune liaison covalente double : c'est un acide gras saturé. À température ambiante, il forme un solide blanc. Sa température de fusion est d'environ 70 °C. L'acide stéarique est abondant dans toutes les graisses animales sous la forme de l'ester tristéarate de glycérine (stéarine) C57H110O6 (surtout chez les ruminants) ou végétales. Il est d'ailleurs le plus répandu des acides gras saturés après l'acide palmitique et avant l'acide myristique. Il a pour origine le suif. Il sert industriellement à faire des huiles, des bougies et des savons.
Sa formule chimique semi-développée est :
CH3-[CH2]16-COOH.
Les acides stéarique, laurique (C12:0), myristique (C14:0) et palmitique (C16:0) constituent un groupe important d'acides gras.

## Rôle dans la peinture à l'huile
L'acide stéarique est un acide gras saturé : il ne possède donc pas d'insaturation pouvant être oxydée par l'oxygène de l'air. Ainsi, il ne polymérise pas comme les acides gras insaturés. Il reste donc sous sa forme de solide mou à l'air libre et à température ambiante et est utilisé comme plastifiant des liants huileux polymérisés (avec l'acide palmitique).

## Utilisations
L'acide stéarique est utilisé comme :
- liant ou pigments pour le caoutchouc ;
- agent de polymérisation du phényléthylène (styrolène ou vinylbenzène) et du butadiène afin d'obtenir du caoutchouc synthétique ;
- siccatif de vernis ;
- bougies en cire ;
- allume feu naturel (lié avec des copeaux de bois résineux);
- craie de cire ;
- savon (l'acide stéarique et l'hydroxyde de sodium forment un savon : le stéarate de sodium).
- émulsifiant et stabilisant en alimentaire E570 (ou stéarate de magnésium E572)[10],[11].